# Městská autobusová doprava v Brně

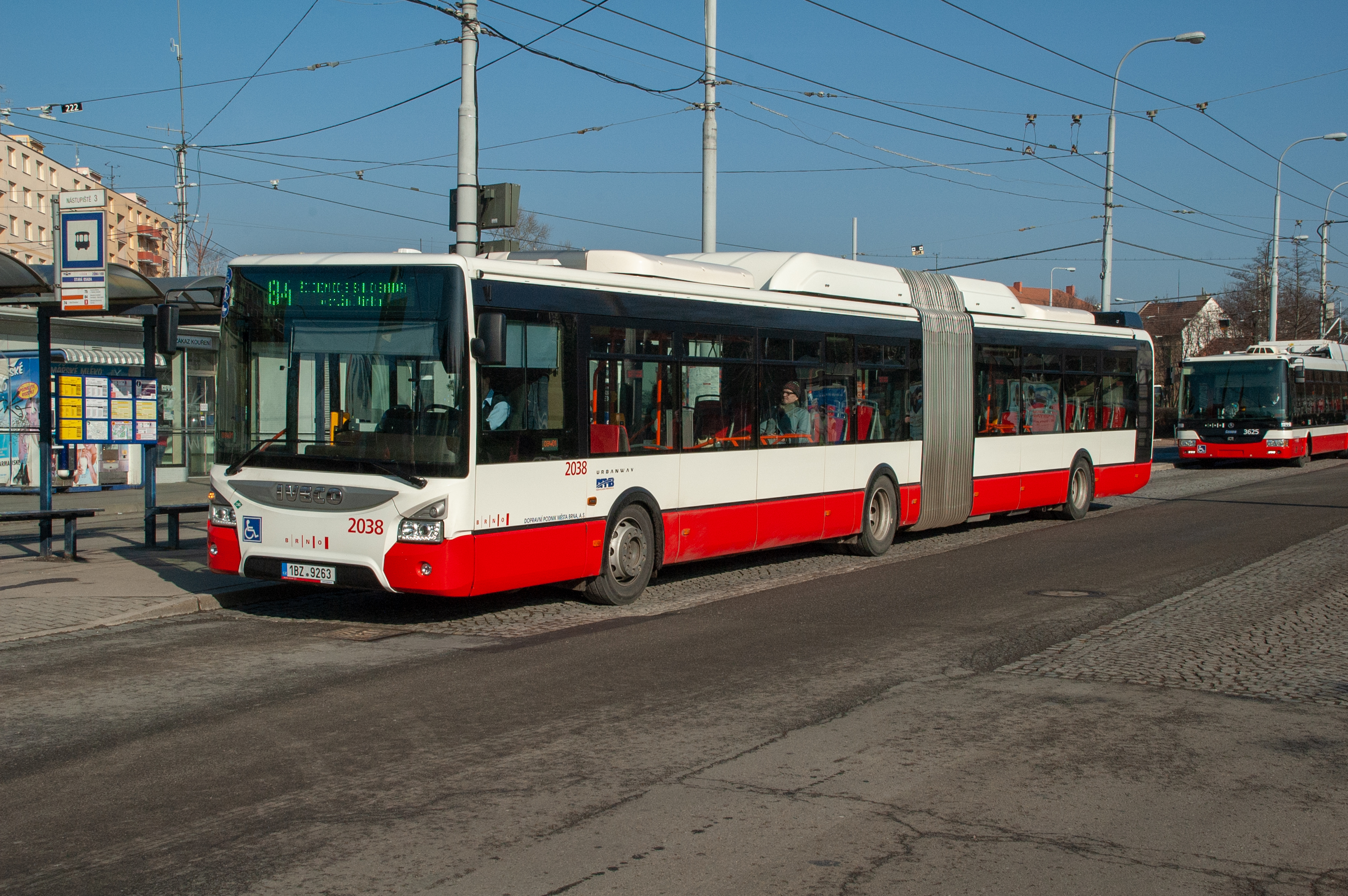
Iveco Urbanway 18M CNG v zastávce Stará osada

Městská autobusová doprava je v městě Brně provozována od roku 1930. Dlouhou dobu však byla pouze doplňkem v brněnské MHD. To se ale změnilo stavbou panelových sídlišť a také masovými dodávkami autobusů Karosa ŠM 11 od 60. let 20. století. V 90. letech proběhla v souvislosti se zavedením přestupného tarifu optimalizace linek, např. byla zrušena souběžná vedení s tramvajovými tratěmi a autobusy přestaly zajíždět do centra města.
V červenci 2023 byla převážná část městské autobusové dopravy v Brně provozována Dopravním podnikem města Brna (DPMB) v rámci Integrovaného dopravního systému Jihomoravského kraje (IDS JMK) na 51 linkách, z toho 33 běžných denních, čtyřech expresních, třech školních a 11 nočních. Některé spoje na určitých linkách vykonávají i autobusy dalších dopravců zapojených do IDS JMK. Součástí městské dopravy je rovněž bezplatná nákupní linka, účelová linka do průmyslové zóny v Modřicích a městské úseky příměstských linek IDS JMK provozovaných různými dopravci.
K 31. prosinci 2024 provozoval DPMB celkem 321 autobusů určených pro městskou osobní dopravu (navíc šest historických a retro vozidel), které během roku 2024 najely celkem 17,2 milionu vozokilometrů a přepravily 123,4 milionu cestujících.

## Historie

### Počátky brněnských autobusů
O zřízení autobusové dopravy v Brně se tehdejší provozovatel brněnské tramvajové dopravy, Společnost brněnských pouličních drah, rozhodl v roce 1929. Samotnému zahájení provozu ale ještě předcházely ekonomické rozvahy, které částečně poukazovaly na nerentabilnost autobusové dopravy v největším moravském městě. Přesto Společnost pokračovala v přípravách, ještě v roce 1929 započala se stavbou moderních garáží na Grmelově ulici, byli školeni pracovníci a roku 1930 bylo také zakoupeno prvních 14 autobusů (Škoda 505 NR a Fram E18). Koncese pro provozování tří linek byla Společnosti udělena městem Brnem v dubnu 1930.
Pro provozování prvních linek byly vybrány směry a místa, kam nemohly zajíždět tramvaje, ať z důvodu ekonomického (malá hustota obyvatel) nebo technického (velká vzdálenost). První linka, označená písmenem A, tak byla vedena v trase Lažanského náměstí (dnes Moravské náměstí) – Černopolní – Zemědělská škola (dnes Mendelova univerzita v Černých Polích). Šlo o oblast s novou zástavbou (rodinné domky), ale technické i ekonomické důvody zablokovaly v té době zavést sem elektrickou dráhu (ta byla postavena až v době druhé světové války). Autobusy na linku A poprvé vyjely 2. května 1930. Ještě téhož roku byla linka prodloužena až na ulici Merhautovu do Štefánikovy čtvrti.
V pořadí druhá linka, označená jako C, byla zavedena v květnu 1930 v trase Nové Černovice (křižovatka ulic Tržní a Olomoucké) – Černovice – Brněnské Ivanovice – Tuřany. Ještě v průběhu téhož roku ale byla konečná zastávka přeložena z Nových Černovic do Komárova ke konečné stanici tramvaje.
V červnu 1930 následovaly linky D a E. „Déčko“ bylo vedeno v trase Žabovřesky (dnešní Rosického náměstí) – Komín – hranice Brna u Bystrce (ta ještě nebyla součástí města) na levém břehu Svratky. Linka E začínala v Husovicích na konečné tramvaje (před mostem přes Svitavu) a přes Maloměřice vedla do Obřan.
Linka B byla zprovozněna v červenci 1930 v trase Ústřední hřbitov – Horní Heršpice – Přízřenice. Autobusy končily za Přízřenicemi na hranicích Brna s Modřicemi. Ale již za půl roku (leden 1931) byl koncový úsek z Horních Heršpic přesměrován do Komárova.
V roce 1930 byly zavedeny ještě další dvě linky: F (Ústřední hřbitov – Bohunice – Starý Lískovec) a G (Řečkovice – Mokrá Hora). Linka G ale byla pro nezájem cestujících již po měsíci zrušena.
Již od začátku provozu autobusové dopravy v Brně nabízela Společnost i jízdy autobusem na objednávku, což alespoň částečně pomohlo zmenšit deficit (v počátcích provozu byl každoročně kolem půl milionu korun, zatímco přebytky tramvaje dosahovaly až 10 milionů korun), který vznikal provozem autobusů. Zisk vykazovaly totiž pouze dvě linky, C do Tuřan a A do Černých Polí. Proto Společnost rozhodla o prodloužení linek za hranice vlastního Brna. Tak byly v roce 1931 prodlouženy linky B (do Modřic), D (do Bystrce) a F (do Bosonoh a Troubska). Vznikla také nová linka H vedoucí od černovického nádraží líšeňské dráhy do Slatiny, později prodloužená až na hranice katastrů uprostřed polí mezi Slatinou a Šlapanicemi.
Na jaře 1932 ale Zemský úřad rozhodl, že městské autobusy nesmí jezdit do obcí mimo vlastní město Brno. Byla to jednoznačná výhra ČSD (tehdy provozovaly i autobusovou dopravu), která se tak lehce zbavila konkurence. Autobusové linky tak byla Společnost nucena navrátit do stavu ze začátku předchozího roku. Společnost hledala další trasy pro své autobusy, ale žádný vhodný směr nebyl k nalezení (nová linka E z Pisárek do Kohoutovic a Nového Lískovce byla zrušena po měsíci provozu, „efko“ z roku 1930 pro malý zájem zrušeno v létě 1932).
V roce 1933 došlo ke krátkodobému zprovoznění linky G. Ač fungovala jenom dva měsíce a to pouze o nedělích, jednalo se o první tangenciální městskou linku, která spojovala dvě sousední čtvrtě, v tomto případě Královo Pole a Žabovřesky. Roku 1933 celková délka provozovaných linek dosáhla 24 km. Do provozu bylo každý den nasazováno kolem 15 vozidel. Ročně autobusy najezdily přibližně 850000 km a přepravily cca 2,5 milionu cestujících (5 % z tehdejšího výkonu, zbytek připadl na tramvaje).
Vše se změnilo až v roce 1937. Městské autobusy se vrátily do předměstských obcí Modřice a Šlapanice, vznikla nová linka S (Královo Pole – Soběšice), Společnost převzala dvě příměstské linky původně provozované ČSD: E (Žabovřesky – Bystrc – Kuřim – Veverská Bítýška) a O (Brno hlavní nádraží – Žabovřesky – Bystrc – Hrad Veveří – Veverská Bítýška). Následujícího roku dosáhla síť autobusových linek délky téměř 100 km, počet vozidel se vyšplhal na 35.

### Protektorát a vývoj do roku 1952

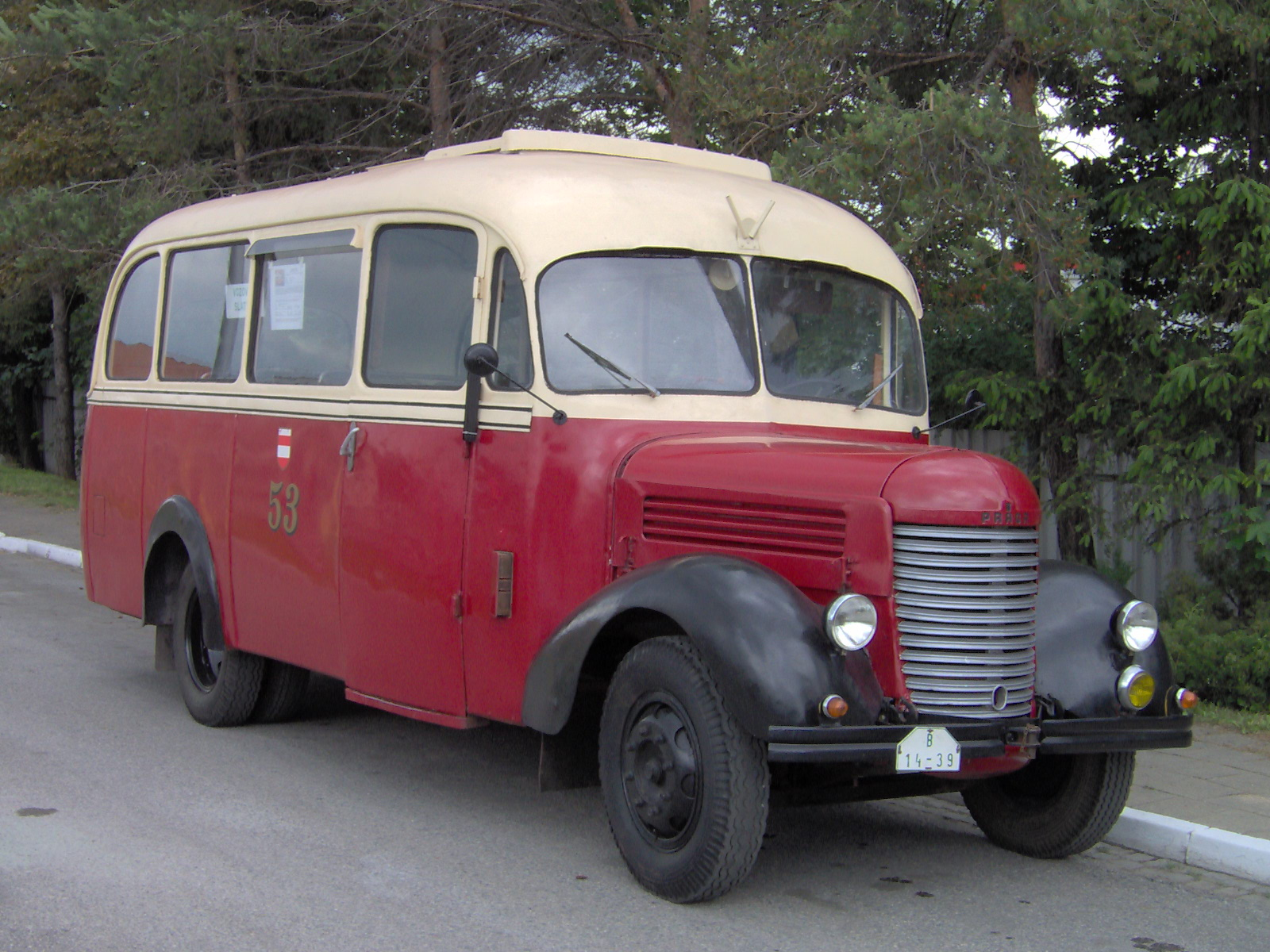
Historický autobus Praga RND v brněnském stavu

Nejvýraznější změnou v autobusové dopravě po obsazení Druhé republiky, kromě dvojjazyčných německo-českých nápisů, bylo okamžité zavedení jízdy vpravo. Označníky zastávek se lehce přesunuly na druhou stranu silnice, ale cestující pak museli nějaký čas vystupovat směrem do vozovky. Všechny do té doby dodané autobusy byly postupně rekonstruovány na pravostranný provoz, vozy Praga NDO dodané roku 1939 byly již pro tento způsob jízdy vyrobeny.
Brzy po vstupu německých vojsk na české území byla linka B prodloužena z Modřic do německých Želešic, Společnost také převzala dopravu na dalších dvou linkách provozovaných původně soukromníky. 1. října 1939 bylo nařízeno omezení autobusové dopravy o dvě třetiny, což bylo vyřešeno prodloužením intervalů, zrušením některých zastávek nebo zkrácením linek. V roce 1940 vyjely do brněnských ulic první autobusy, které byly upraveny pro provoz dřevoplynem. Nárůst poptávky o MHD byl cítit i u autobusů. Za celý rok 1940 přepravila tato trakce po Brně skoro 4 miliony pasažérů, zatímco vozy ujely pouhou třetinu počtu kilometrů než v roce předchozím.
V listopadu 1940, společně se zprovozněním tramvajové tratě do Černých Polí, byla zrušena první provozovaná autobusová linka A vedoucí právě do této městské čtvrti. Po ukončení provozu na této jediné skutečně městské lince, získala autobusová doprava Společnosti charakter spíše příměstský. Roku 1942 se v Brně objevil první autobusový vlek na území tehdejšího Protektorátu. Během dalších válečných let byly zprovozněny speciální linky k vojenským továrnám (např. i do Kuřimi).
V dubnu 1945, kdy již prakticky nebyl benzín ani nafta, došlo k zastavení provozu autobusové dopravy. Brzy nato prošla Brnem válečná fronta, ustupující němečtí vojáci zapálili tramvajovou vozovnu Pisárky, zabavili téměř veškeré autobusy a prchali s nimi před Rudou armádou na západ. Vozy, které neukořistili, byly často použity jako barikády. V garážích na Grmelově tak nezůstal jediný pojízdný autobus. Pracovníci Společnosti již brzy po osvobození projížděli po městě a okolí a hledali ztracené vozy. Mnoho informací pocházelo od vojenských velitelů, autobusy (většinou nebyly schopny vlastního pohybu nebo se jednalo vyloženě o vraky) byly často nacházeny až v Čechách, složitě byly přepraveny do Brna, kdy byly alespoň provizorně opraveny. Některé vozy se nenašly vůbec, naopak v Brně po válce jezdily i autobusy různých značek, které pocházely snad z celé Evropy.
První linka, konkrétně šlo o linku O, byla zprovozněna 9. července 1945. Do konce tohoto roku pak jezdily autobusy již na šesti linkách o celkové délce 65 km. V poválečném období došlo k mnoha menším změnám. Některé linky byly prodlouženy, některé naopak zkráceny. V roce 1948 bylo autobusy přepraveno 4,5 milionu osob, síť měřila 56 km, v evidenci se nacházelo 37 vozidel. Roku 1949 došlo ke zprovoznění dalších tří linek, některé dosavadní linky jsou prodlouženy, pro jiné je zvolena jiná trasa. Významným se v roce 1950 stalo dodání prvního autobusu Škoda 706 RO, který se stal základem pro sjednocení vozového parku. V roce 1952, konkrétně 29. října, DPMB ustoupil od označování autobusových linek písmeny (neboť po otevření dalších tras již byla téměř vyčerpána) a zavedl označení čísly počínaje č. 41, které funguje doposud (linka č. 40 byla zavedena až později). Od roku 1953 si již DPMB a ČSAD nemohly konkurovat, bylo totiž nařízeno, že linky městských podniků smí zajíždět pouze do první obce mimo katastr města.

### 50. a 60. léta: Postupný rozvoj

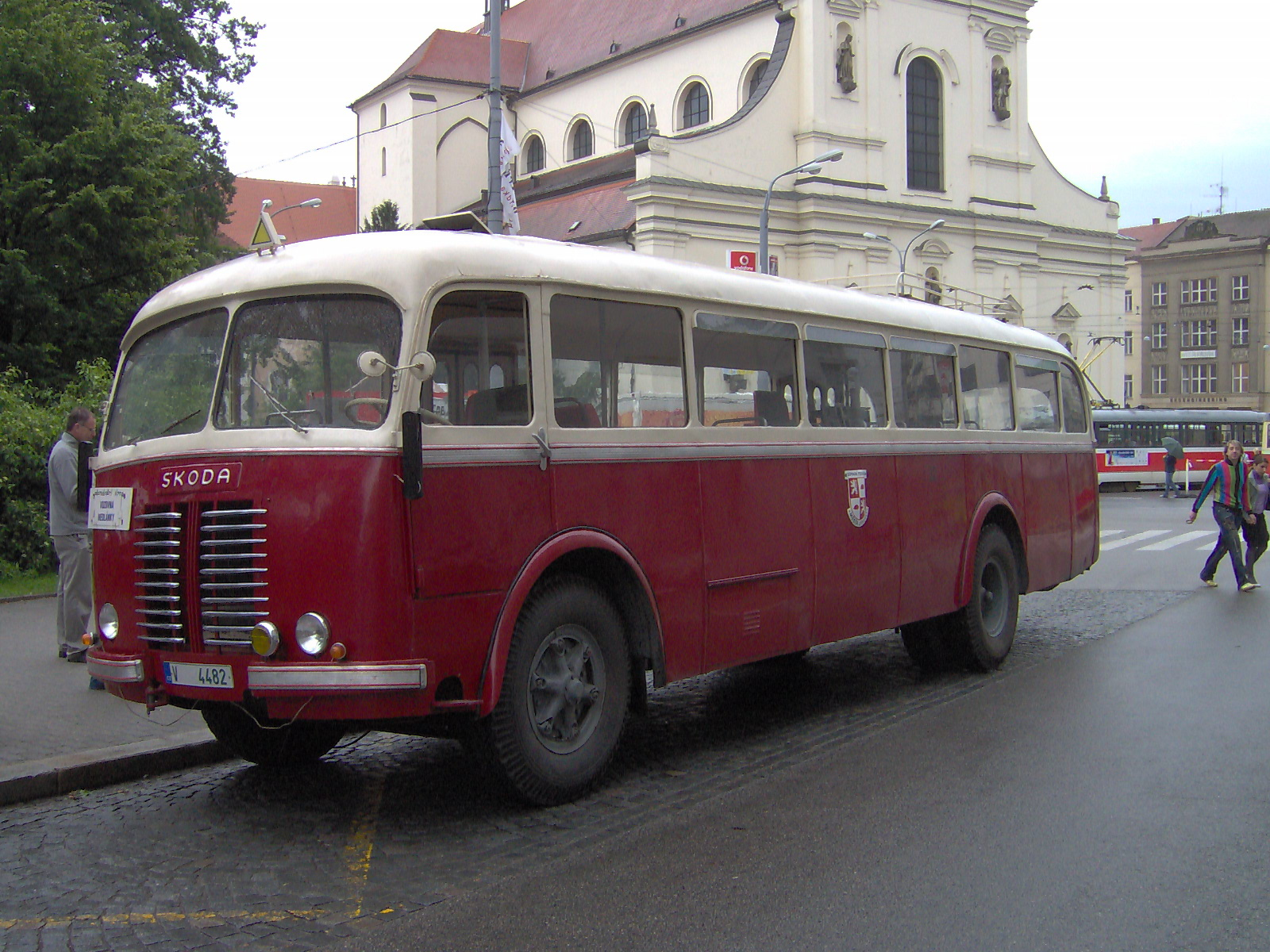
Historický autobus Škoda 706 RO (původem z Jihlavy)

Městská autobusová doprava v Brně měla v polovině 50. let stále ještě charakter doplňkové dopravy; většina linek fungovala jako napaječe pro tramvajové tratě, některé linky ale již měly trasu tangenciální, kdy spojovaly několik čtvrtí (nebo továren). Během 50. let ale došlo k postupnému růstu autobusové dopravy. Byla zprovozněna linka z centra do Masarykovy čtvrti (tehdy Jiráskovy), z Husovic přes Soběšice do Útěchova, na tuřanské letiště a také napaječové linky v Líšni a v Medlánkách. V roce 1960 měřily autobusové linky v Brně 90 km, přepraveno bylo 13 milionu cestujících. Přesto šlo ale ani ne o jednu desetinu osob ročně přepravených DPMB.
V 60. letech docházelo k postupnému zahájení stavby panelových sídlišť. Jako doprava pro jejich obyvatele pak byly určeny autobusy. Jako první bylo autobusy obslouženo sídliště Juliánov v roce 1962. Během první poloviny 60. let vzniklo také několik spíše doplňkových linek (např. ke krematoriu, v Maloměřicích na ulici Podzimní). Roku 1964 byl ukončen provoz na staré tramvajové trati do Líšně, obsluhu bývalého městečka (rozsáhlé sídliště tehdy ještě neexistovalo) tak převzaly autobusy. Početnému vozovému parku již nestačily malé předválečné garáže Grmelova, proto byla od roku 1964 pro autobusovou dopravu určena původně trolejbusová část vozovny Královo Pole (dnes Medlánky). V této době také začaly vznikat přestupní uzly v centru města, neboť tehdejším „hitem“ byly radiální a diametrální linky, které co nejrychleji spojovaly čtvrtě s centrem města. Po uzlu na hlavním nádraží vznikl jako druhý v pořadí uzel Česká (tehdy náměstí Rudé armády), kam byly nasměrovány některé linky.
Takzvané rekreační linky začaly vznikat již v 50. letech. První z nich byla linka č. 53, která od roku 1953 spojovala tramvajovou smyčku v Bystrci s přístavištěm lodní dopravy na Brněnské přehradě. Počet těchto linek se postupně zvyšoval, v roce 1969 jich bylo v provozu již sedm s čísly 101 – 107. Většina z nich byla v provozu pouze v letní sezóně v nepracovní dny.
V polovině 60. let začalo být autobusy obsluhováno nové sídliště Lesná. Tento naprosto nevyhovující stav (vzhledem k malé kapacitě a tomu odpovídajícímu krátkému intervalu) trval do začátku 70. let, kdy byla otevřena tramvajová trať z Černých Polí, která ale byla ukončena na jižním konci sídliště. Páteří MHD na Lesné tak dodnes jsou autobusy. Roku 1966 byl díky přestavbě Mendlova náměstí (de facto díky demolici středu Starého Brna) vybudován přestupní uzel; další vznikl roku 1968 na Malinovského náměstí ukončení některých linek u Mahenova divadla.
Na konci 60. let začal zlatý věk brněnských autobusů. V roce 1970 bylo přepraveno autobusy 72 milionů cestujících, celková délka linek dosáhla 235 km (zatímco o dva roky dříve to bylo „pouhých“ 53 milionů a 180 km). Vozový park byl obnovován vozy Karosa ŠM 11, které byly dodávány masově (např. roku 1968 51 vozů).

### 70. a 80. léta: Vrchol brněnských autobusů

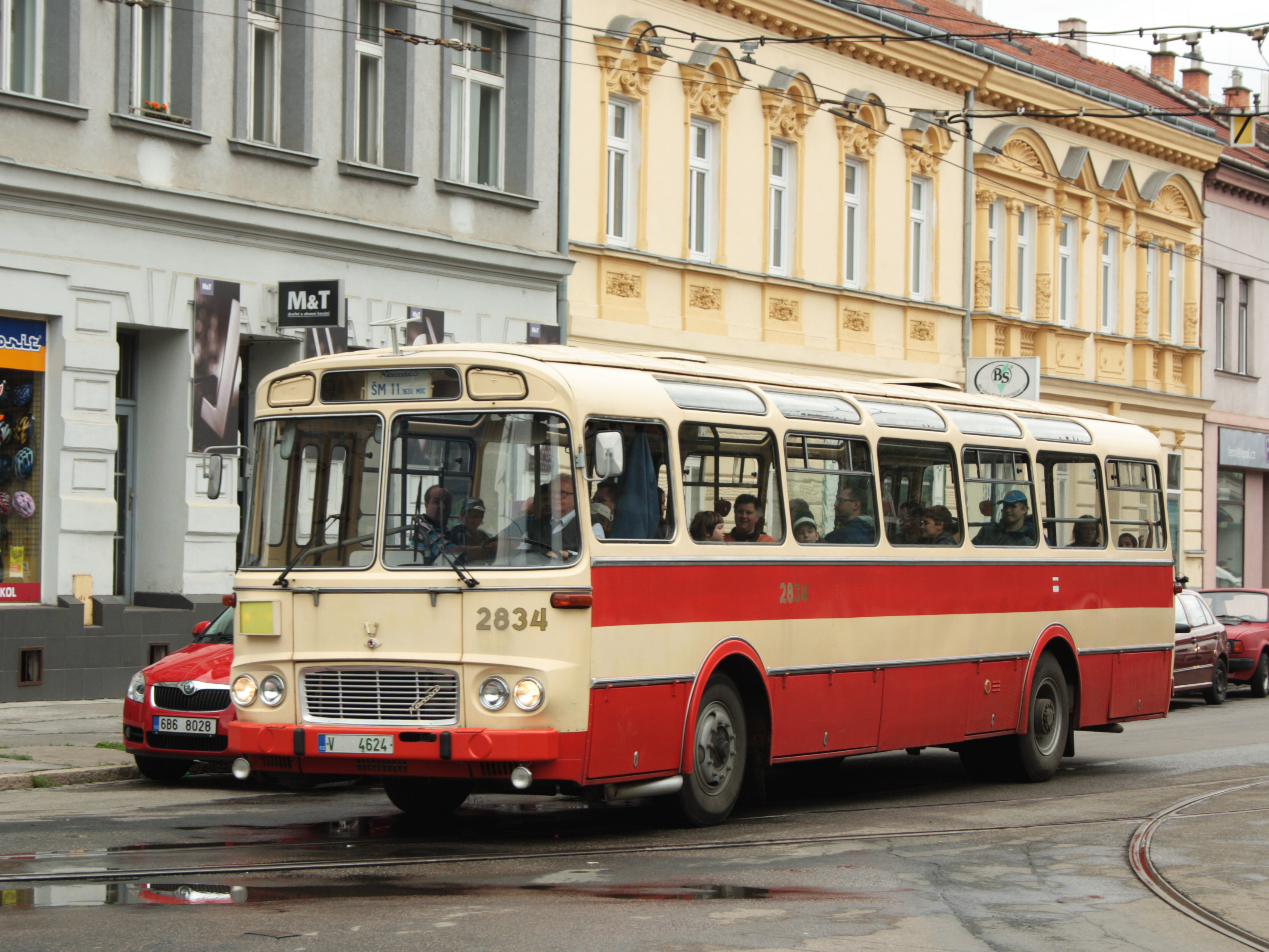
Historický autobus Karosa ŠM 11 v brněnské čtvrti Husovice

V první polovině 70. let došlo ke zřízení (kromě dalších linek do sídlišť, či jejich prodloužení do ulic s novými paneláky) autobusových linek, které spojily centrum města s obcemi, jež byly tehdy připojeny k Brnu. Městské autobusy se tak objevily např. v Bosonohách, Jehnicích nebo v Žebětíně.
V roce 1972 začala stavba do té doby největšího brněnského sídliště Bohunice. Už v době stavby projížděly tímto místem tři autobusové linky, po dostavbě byl jejich počet navýšen. Roku 1974 byla zavedena první polookružní autobusová linka č. 72. Autobusy na této lince jezdily po trase Řečkovice – Líšeň – Slatina – Chrlice (skoro 30 km) většinou pouze ve špičkách, sloužily tedy především „pracujícímu lidu“. O dva roky později byla linka č. 44 prodloužena ze Žabovřesk, přes Pisárky na Mendlovo náměstí, čímž její trasa Husovice – Královo Pole – Pisárky – Staré Brno získala také polookružní charakter a stala se tak základem pro dnešní okružní linky č. 44 a č. 84. Na konci 70. let došlo k rozvoji tzv. expresních účelových linek, které měly za úkol co nejkratší cestou a bez zbytečných zastávek spojit největší brněnská sídliště s významnými podniky (Zetor v Líšni, Zbrojovka v Zábrdovicích, Maloměřická cementárna, atd.). Roku 1976 byly zprovozněny dlouho očekávané garáže ve Slatině, díky nimž mohly být malé garáže Grmelova přestavěny na autobusové dílny. V roce 1977 došlo k zavedení tzv. mechanizovaného odbavování cestujících (MOC). Do všech vozidel byly namontovány mechanické odbavovací strojky, které tam vydržely až do poloviny 90. let, kdy byly nahrazeny elektronickými. Roku 1978 bylo zprovozněno autobusové nádraží Zvonařka, kolem kterého byly přeloženy některé autobusové linky MHD.
V první polovině 80. let došlo především k posilování autobusové dopravy do sídlišť (II. etapa v Bystrci, nová sídliště Líšeň a Vinohrady). V roce 1980 začaly být do Brna opět (po čtyřech vozech Karosa ŠM 16,5 na přelomu 60. a 70. let) dodávány kloubové (článkové) autobusy. Tentokrát šlo o vozy maďarské výroby typu Ikarus 280. O dva roky později byly zakoupeny první vozy nového standardního autobusu Karosa B 731, který brzy zcela nahradil vozy ŠM 11. Novinkou bylo v roce 1987 zavedení záložního autobusu poblíž hlavního nádraží, který vypomáhal při náhlých výpadcích dopravy (nehoda, nepojízdná tramvaj, apod.). Tento systém se osvědčil a v současnosti jsou záložní autobusy rozmístěny na významných uzlech po celém Brně. 80. léta jsou typická také přeložkami v důsledku rozšiřování ulic na průtahy a výpadovky (v Židenicích, kde byl zároveň postaven přestupní uzel Stará osada, Komárov, Černovice, Husovice, Žabovřesky) a s tím také souvisejících přeložek linek. V roce 1982 bylo v provozu 40 autobusových linek o celkové délce 480 km, ve stavu bylo evidováno 339 vozů, z nichž bylo denně nasazeno 241.

### Brněnské autobusy na přelomu 20. a 21. století

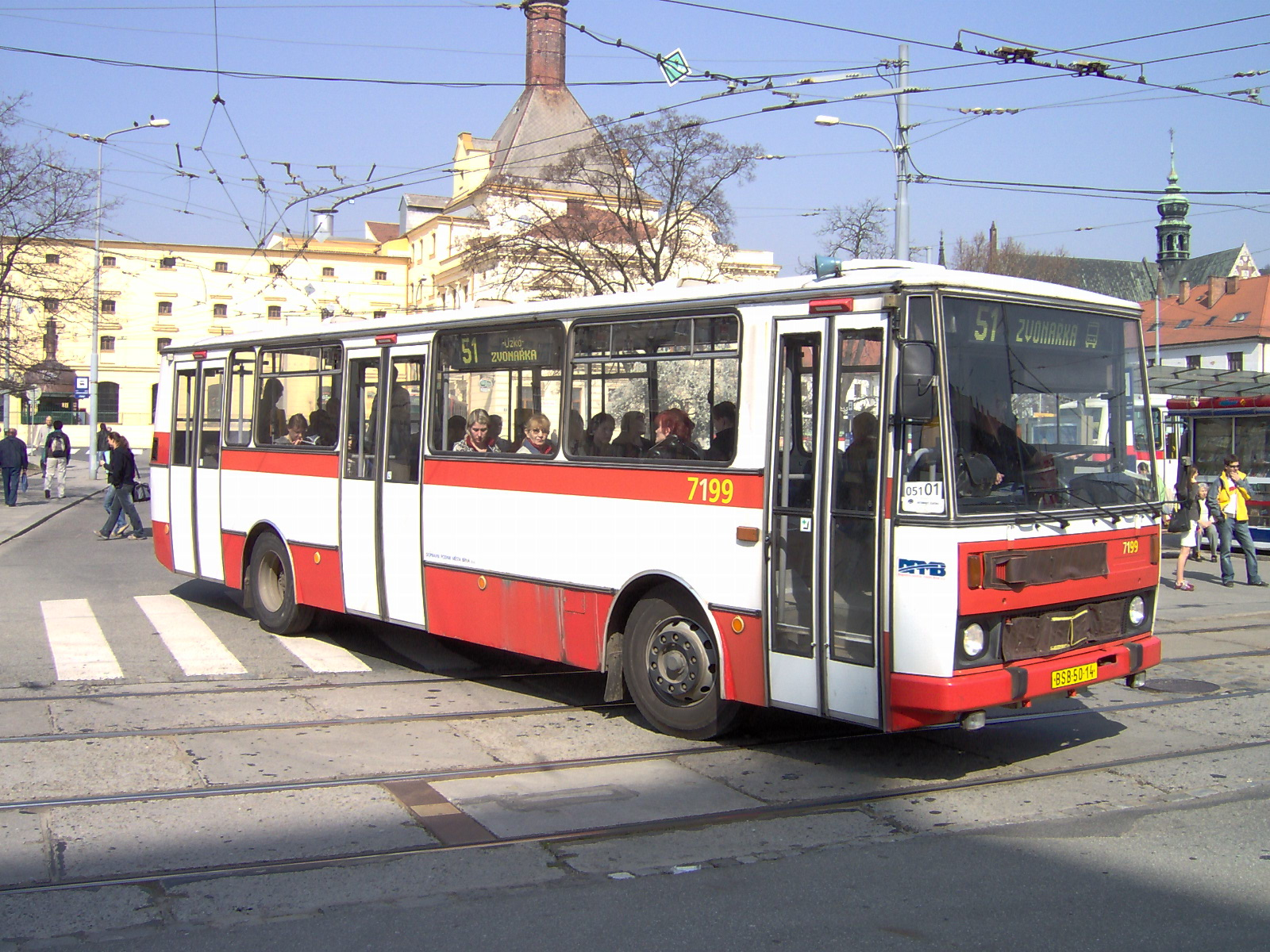
Autobus Karosa B 732 na Mendlově náměstí

Po změně společenských a politických poměrů na konci roku 1989 začalo být jasné, že podoba městské autobusové dopravy v Brně z 80. let 20. století se musí od základů změnit. Uměle držené ceny jízdného musely být zvýšeny, státní dotace téměř vymizely a z omezených finančních prostředků již nebylo možné dále financovat obrovské množství autobusových linek z centra města do každé městské části. Také přístup k vozovému parku (do té doby byly autobusy vyřazovány po 6 letech provozu) musel být zcela změněn, neboť nakupovat každoročně desítky vozů je naprosto neekonomické. V tomto případě se přistoupilo k modernizacím stávajících vozidel, čímž byla jejich životnost prodloužena až na dvojnásobek.
DPMB oprášil staré plány na kompletní reorganizaci brněnské MHD, v rámci které měla být redukována především nákladná a neekologická doprava autobusová. Tyto plány předpokládaly návrat funkce autobusových linek jako napáječů pro páteřní tramvajové a trolejbusové linky. Problém byl ale v nepřestupném tarifu, proto bylo rozhodnuto o zavedení tarifu přestupného, tak jak funguje dodnes.
Zájezdová doprava DPMB, která byla za socialismu hojně využívána, byla po listopadu 1989 taktéž redukována, až byla v polovině 90. let zcela zrušena. Důvodem byl nástup soukromých firem, kterým Dopravní podnik nemohl konkurovat.
V září 1990 vznikly v Brně první okružní linky. Označeny byly čísly 44 a 84 (v opačném směru), pod kterými jezdí dodnes. V roce 1992 zahájily provoz dvě speciální linky pro tělesně postižené cestující s čísly 204 a 205. Jezdily na nich speciálně upravené Karosy se zvedací plošinou. Tyto linky byly po vzniku IDS JMK v roce 2004 přeznačeny na č. 81 a 82 a začaly na ně být nasazovány nízkopodlažní autobusy. 2. září 1995 byla konečně provedena již zmíněná reorganizace brněnské MHD včetně zavedení přestupného tarifu. Autobusy přestaly jezdit do centra města, vznikly nové přestupní uzly v předměstských čtvrtích (Královo Pole, nádraží; Starý Lískovec, Osová, atd.). Autobusové linky od té doby slouží především jako napáječe pro tramvaje, tangenciální linky, které spojovaly sousední městské části, byly samozřejmě zachovány a několik nových jich také vzniklo. Na podzim bylo v provozu 42 autobusových linek, které ale již nedublovaly souběžné tramvajové a trolejbusové tratě, jak tomu bylo na mnoha místech v 80. letech.

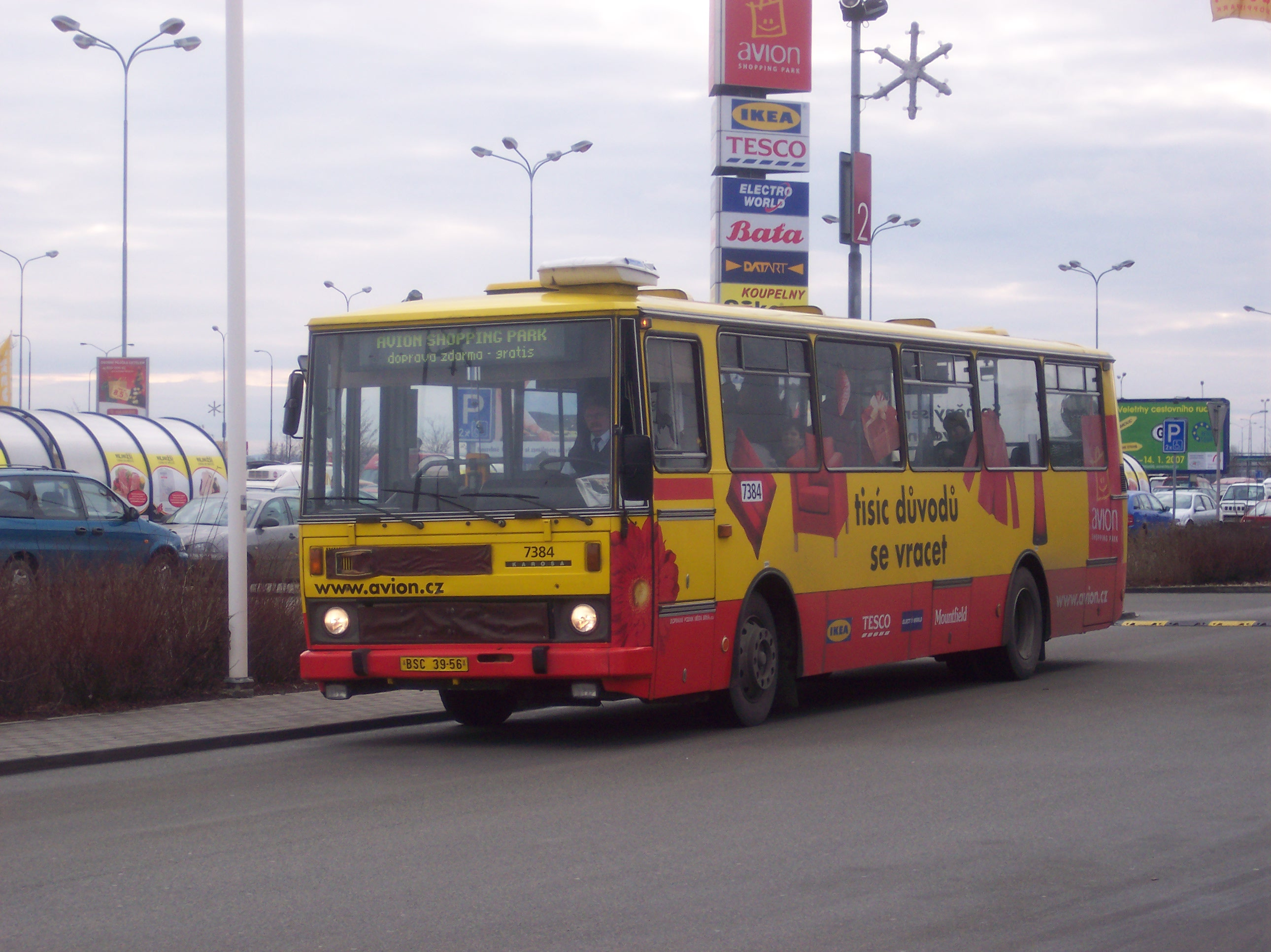
Karosa B 732 na bezplatné lince do Avion Shopping Parku v patřičném reklamním nátěru

V 90. letech se začaly po Brně objevovat první hypermarkety a obchodní centra. K úplně první takové stavbě, Bauhausu na Heršpické ulici z roku 1993, zavedl DPMB již brzy po jeho otevření speciální linku. Další podobná centra na sebe nenechala dlouho čekat a Dopravní podnik také reagoval. Tak byla prodloužena linka 42 až ke Globusu, bezplatné autobusy jezdí od roku 1998 do Ikea Shopping Parku (dnes Avion), naopak třeba do modřické Olympie zavedl bezplatnou linku soukromý dopravce a autobusy DPMB sem jezdí pouze jako běžné linky.
Noční doprava byla v Brně zavedena 2. června 1946, zpočátku však šlo o pět linek tramvají. Teprve později začaly na tramvaje v přestupních uzlech navazovat autobusy a trolejbusy. První noční autobusové linky se v Brně objevily v polovině 60. let. Jejich počet postupně rostl, až po reorganizaci v roce 1995 jich bylo v provozu sedm. Část z nich byla výhradně nočního charakteru, proto obdržely samostatné číslo. Obrovská změna v noční dopravě přišla roku 2000, kdy od 1. září byly zrušeny veškeré dosavadní autobusové, tramvajové i trolejbusové noční linky a vznikly zcela nové linky, označené čísly 90–99, které měly za úkol obsloužit co největší území města. Výjimkami byly dvě hlavní tramvajové linky č. 1 a 8, které ale byly roku 2004 také zrušeny a nahrazeny autobusy. Základem nočního provozu brněnských autobusů jsou rozjezdy od hlavního vlakového nádraží, kam se každých 60 (někdy i 30) minut sjíždějí veškeré noční linky, tak aby byl umožněn přestup cestujících. 14. prosince 2008 vznikla 11. noční linka s číslem 89. Dle údajů z roku 2016 využilo noční rozjezdy v běžnou noc přes 10 tisíc cestujících, ve středu a v pátek však počet narůstal na 25–26 tisíc cestujících (nárůst způsobují zejména studenti, kterých je v Brně více než 70 tisíc). Největší zájem o přepravu nočními spoji je okolo půlnoci – mezi 23.00 a 0.30. Dle Centra dopravního výzkumu jsou autobusové rozjezdy optimálním řešením noční dopravy pro město takové velikosti, poptávky a územní struktury, jako je Brno; v jiných městech jako je Praha či Ostrava by prý takový systém nefungoval.

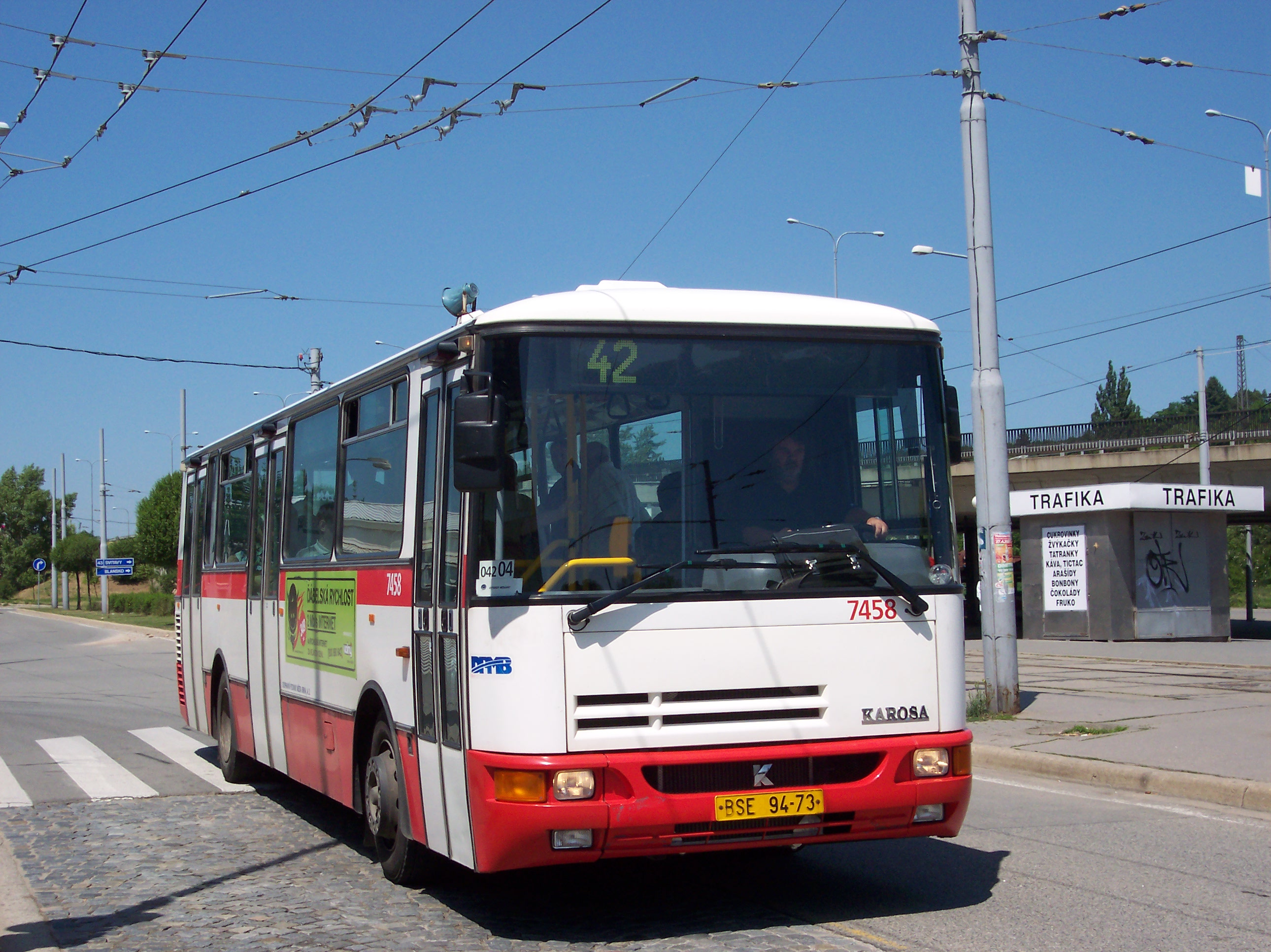
Autobus Karosa B 931E u královopolského nádraží

V 90. letech byla zrušena většina účelových autobusových linek, které vedly do různých podniků (Zbrojovka, lom Hády, apod.). Důvodem byl nejenom radikální pokles zaměstnanců, ale v některých případech i zrušení výroby. Po roce 2000 ale naopak začala postupná výstavba průmyslové zóny na Černovické terase, kam byly zavedeny některé spoje linky 75 a nově vznikla linka 76 (později byla přesměrována na letiště).
Některé linky jezdily od poloviny 90. let i do sousedních obcí za hranice vlastního města, což lze považovat za počátek projektu integrovaného dopravního systému, který zahájil provoz v roce 2004. V roce 2002 byly v provozu autobusy speciálně upravené pro převoz jízdních kol, tzv. cyklobusy. Jezdily na dvou linkách C1 a C2, pro malý zájem ale další rok již nevyjely. Od stejného roku jsou do Brna dodávány, kromě klasických, i nízkopodlažní autobusy. V roce 2003 činila délka autobusových linek 548 km, což je důsledek zavedení nočních linek (např. v roce 1999 byla celková délka linek 448 km).

### Součást Integrovaného dopravního systému Jihomoravského kraje

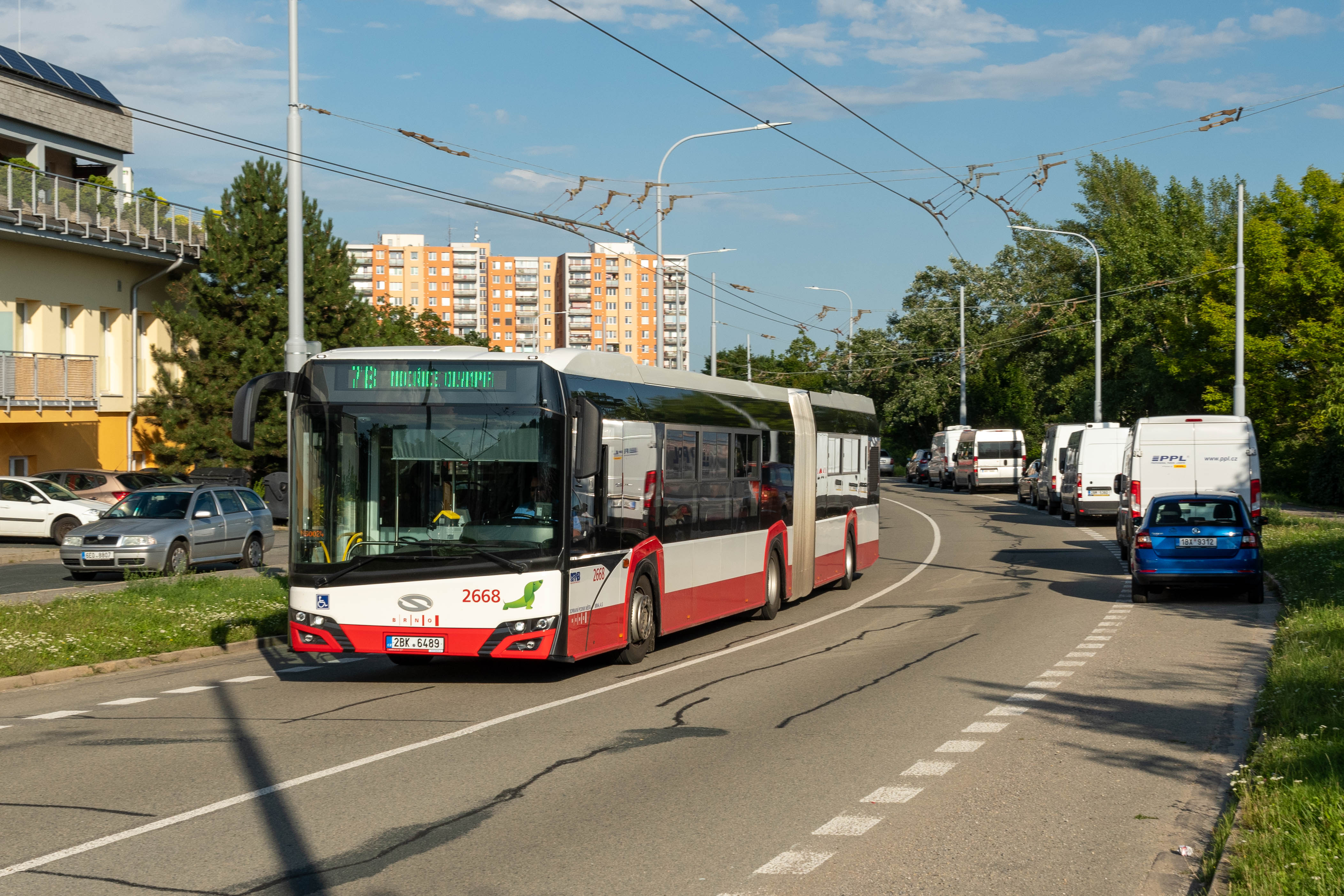
Solaris Urbino 18 na lince 78 ve Věstonické ulici

Od 1. ledna 2004 jsou autobusy brněnské MHD (společně s tramvajemi a trolejbusy) součástí Integrovaného dopravního systému Jihomoravského kraje (IDS JMK). Městských autobusů v Brně se zavedení IDS JMK příliš nedotklo. Některé linky byly prodlouženy za hranice města, jiné byly naopak zkráceny, žádná významná změna srovnatelná s reorganizací v roce 1995 se nekonala. Pouze linka 103, jediná rekreační, která zůstala v provozu po roce 1995, byla přečíslována na číslo 303 a v trase Bystrc, ZOO – Obora – Veverská Bítýška funguje jako regionální linka v rámci IDS JMK (nadále ji provozuje DPMB společně s jinými dopravci). Přečíslovány byly i linky pro invalidy č. 204 (nově 81) a 205 (82), jak již bylo zmíněno výše. Nově jsou některé spoje na určitých linkách zajišťovány autobusy jiných dopravců, kteří se také podílejí na IDS JMK (např. Tourbus nebo ČSAD Tišnov).
V létě 2015 byl obnoven provoz cyklobusů, když byly na pět nízkopodlažních autobusů SOR NBG 12 namontovány nosiče na kola.
Roku 2015 zahájil DPMB provoz na první expresní lince E50 spojující Bystrc s průmyslovou zónou na Černovické terase. Vzhledem k úspěchu konceptu byly následně zřízeny i další linky obdobného charakteru.
Dopravní podnik pořídil v roce 2016 zájezdový autobus Volvo, který si mohou externí zájemci pronajímat a jezdit s ním třeba i do ciziny. Zároveň je využíván jako autobus pro přepravu fotbalistů FC Zbrojovka Brno na venkovní utkání.
Dne 10. prosince 2022 byl ukončen provoz doplňkových linek č. 81 a 82, které byly určeny především pro přepravu cestujících na invalidních vozících, neboť téměř celý vozový park autobusů v brněnské MHD již tvořila nízkopodlažní vozidla.

### Nákupní linky
Součástí městské autobusové dopravy je i nákupní linka s bezplatnou přepravou z Úzké do Olympie v Modřicích, kterou provozuje ADOSA.
Do konce roku 2019 provozovala ADOSA také bezplatnou linku z Úzké k Obchodnímu centru Futurum. Do 20. dubna 2020 byla v provozu nákupní linka Úzká – Avion Shopping Park provozovaná Dopravním podnikem města Brna.

## Linkové vedení
| Č. | Trasa (trvalý bezvýlukový stav)                                                  | Délka (v km) |
| --- | -------------------------------------------------------------------------------- | ------------ |
| 40 | Studentská – Tovární                                                             | 16,70        |
| 41 | Královo Pole, nádraží – Ivanovice, Globus / – Vranov, myslivna                   | 14,71*       |
| 42 | Ivanovice, Globus – Královo Pole, nádraží – Ivanovice, Globus                    | 9,84         |
| 44 | ÚAN Zvonařka – ÚAN Zvonařka (okružní)                                            | 23,00        |
| 46 | Haškova – Erbenova                                                               | 3,96         |
| 47 | Hlavní nádraží – Staré Černovice                                                 | 4,92         |
| 48 | Úzká – Prace, Mohyla míru                                                        | 18,29*       |
| 49 | Úzká – Modřice, Olympia / – Dvůr v lese                                          | 15,29*       |
| 50 | Zoologická zahrada – Mariánské náměstí                                           | 18,36        |
| E50 | Kamechy – Areál Slatina                                                          | 24,14        |
| 52 | Zoologická zahrada – Mendlovo náměstí                                            | 18,58        |
| 54 | Zoologická zahrada – Kamechy                                                     | 4,94         |
| 55 | Mariánské údolí – Židenice, nádraží                                              | 10,32        |
| E56 | Nemocnice Bohunice – Královo Pole, nádraží                                       | 9,00         |
| 57 | Obřany, sídliště – Vranov, smyčka                                                | 17,17*       |
| 58 | Líšeň, hřbitov – Židenice, nádraží                                               | 7,45         |
| 62 | Mendlovo náměstí – Červený kopec                                                 | 1,91         |
| 64 | Červený písek – Chrlice, smyčka                                                  | 16,23        |
| 65 | Řečkovice, nádraží – Technologický park                                          | 5,99         |
| 67 | Jundrov – Avion Shopping Park                                                    | 17,08        |
| 68 | Myslivna – Šumavská                                                              | 8,34         |
| 69 | Bosonohy – Ukrajinská                                                            | 8,02         |
| 70 | Ořešín – Královo Pole, nádraží – Ořešín                                          | 14,54        |
| 72 | Technologický park – Areál Slatina                                               | 18,57        |
| 73 | Areál Slatina – Sokolnice, železniční stanice                                    | *            |
| 74 | ÚAN Zvonařka – Újezd u Brna, MěÚ                                                 | *            |
| 75 | Slatina, nádraží – Bílovice nad Svitavou, železniční stanice                     | 15,74*       |
| E75 | Areál Slatina – Židenice, nádraží                                                | 6,30         |
| E76 | Hlavní nádraží – Letiště Tuřany-terminál                                         | 10,31        |
| 77 | Úzká – Slatinka / – Letiště Tuřany-terminál                                      | 12,72        |
| 78 | Židenice, nádraží – Modřice, Olympia                                             | 23,10*       |
| 80 | Česká – Hrad Špilberk                                                            | 2,00         |
| 84 | Stará osada – Stará osada (okružní)                                              | 23,09        |
| š85 | Tuřany, smyčka – Holásky                                                         | 3,36         |
| š86 | Hlavní nádraží – Loosova                                                         | 6,16         |
| š88 | Zoologická zahrada – ZŠ Jana Babáka                                              | 12,86        |
| N89 | U Luhu – Letiště Tuřany-terminál / – Prace, točna                                | 25,04        |
| N90 | Kohoutovice, hájenka – Ořešín                                                    | 23,84        |
| N91 | Labská – Lelekovice, u kříže                                                     | 21,40        |
| N92 | Halasovo náměstí – Černého                                                       | 19,27        |
| N93 | Komín, sídliště – Vranov, smyčka                                                 | 28,80*       |
| N94 | Bílovice nad Svitavou, železniční stanice – Modřice, smyčka / – Modřice, Olympia | 24,46*       |
| N95 | Kamenný vrch – Tovární                                                           | 21,58        |
| N96 | Bosonohy – Šlapanice, Kalvodova                                                  | 22,93*       |
| N97 | Líšeň, hřbitov – Jírovcova                                                       | 18,50        |
| N98 | Mariánské údolí – Bartolomějská                                                  | 30,21        |
| N99 | Jírova – Technologický park                                                      | 16,10        |
| OLY | Úzká – Modřice, Olympia                                                          | *            |
| Linky E jsou expresní, linky Š jsou školní, linky N jsou noční, linka OLY je bezplatná nákupní. Trasy linek označených hvězdičkou (*) vedou zčásti i za hranice Brna. Linky 73, 74 a OLY neprovozuje Dopravní podnik města Brna. |                                                                                  |              |

## Vozový park
Pro zahájení provozu autobusové dopravy v Brně bylo pořízeno 14 malých autobusů typů Škoda 505 NR a Fram E18, které byly vzhledově téměř stejné. Vyřazeny byly pravděpodobně během druhé světové války, některé byly již ve 30. letech přestavěny na autokary.
Již brzy po zahájení provozu, bylo jasné, že na některých linkách s větší frekvencí cestujících nejsou tyto malé vozy vhodné. Proto byly zakoupeno několik velkých autobusů různých typů (Tatra 24, Praga TN, Walter Diesel a další). Některé z těchto vozidel byly v provozu i po válce.
Před válkou, během ní, i po válce bylo zakoupeno poměrně velké množství autobusů tří typů (celkem 31 kusů). Jednalo se o vozy Škoda 606 DND, Škoda 706 GN (což byl vlastně předchozí typ upravený pro provoz dřevoplynem) a především Praga NDO. Hlavně vozy Praga se v provozu osvědčily a poslední z nich dojezdil až roku 1965.
Během války a těsně po ní byly dodány také menší autobusy Praga RN a Praga RND. Téměř všechny vozy RN (ty byly zakoupeny za války) ale zabavil Wehrmacht, takže v Brně jezdily necelý rok. Autobusy RND sloužily až do 60. let.
V letech 1945 a 1946 bylo do provozu zařazeno také celkem 9 kořistních autobusů, které byly jako vraky nacházeny po území celého státu. Jednalo se o vozy neznámého původu a různých značek (Mercedes, Gräf, Renault a další).

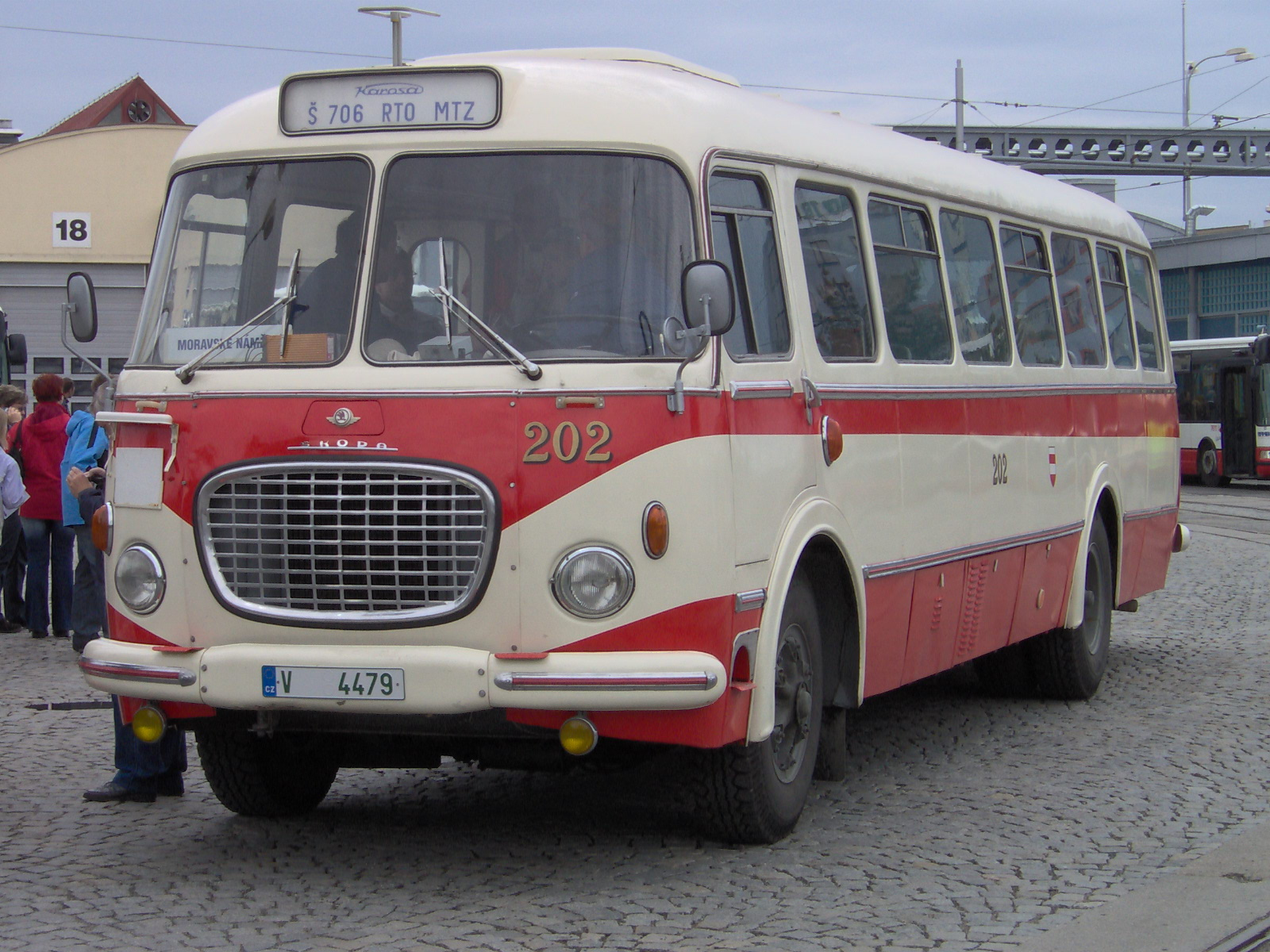
Historický autobus Škoda 706 RTO v medlánecké vozovně

První typem, který zahájil unifikaci vozového parku všech dopravních podniků v tehdejším Československu, se stal vůz Škoda 706 RO. Do Brna byl dodáván mezi lety 1950 a 1957 v počtu celkem 26 kusů. Daleko většího počtu dosáhly dodávky vozů Škoda 706 RTO, což byl modernizovaný nástupce typu RO. První autobusy RTO byly DPMB zakoupeny roku 1958, poslední roku 1972, dodáno jich bylo celkem 132. V licenci polského podniku Jelcz ale byly vyráběny i nadále a tyto vozy byly až do roku 1976 také dodávány do Brna (celkem 18 kusů). Poslední autobusy RO dojezdily na konci 60. let, vozy RTO (včetně značky Jelcz) byly v provozu až do roku 1982.
V polovině 60. let bylo nakoupeno 22 vozů Ikarus 620. Ty se v provozu neosvědčily a další dodávky tohoto typu již nepokračovaly. Vyřazeny byly počátkem 70. let.
Po vozech RTO začaly být v Karose masově vyráběny vozy Karosa ŠM 11, které dlouhou dobu tvořily základ vozového parku všech československých dopravních podniků. První dva vozy tohoto typu byly do Brna dodány roku 1965, dodávky pokračovaly až do roku 1981. Celkem bylo zakoupeno (včetně linkového typu Karosa ŠL 11) 495 vozů tohoto typu. K tomu je třeba přičíst ještě první kloubové autobusy v Brně, 4 vozy Karosa ŠM 16,5, které byly v provozu mezi lety 1968 a 1979. Vozy ŠM 11 zůstaly v provozu do roku 1988, autobusy ŠL 11 byly zrušeny většinou v průběhu 80. let.

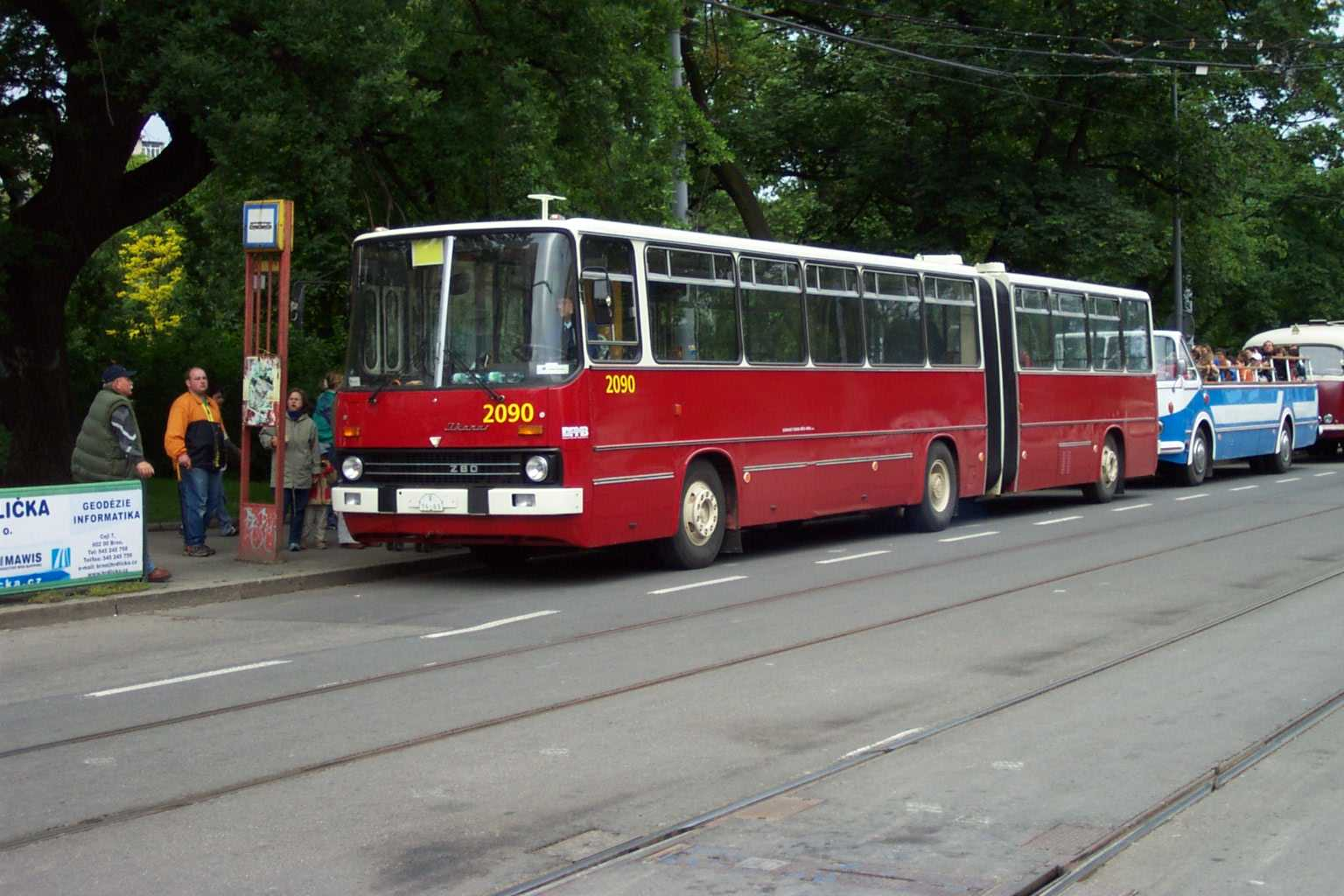
Brněnský historický Ikarus 280 na Moravském náměstí

Kloubové autobusy Ikarus 280 začal DPMB nakupovat v roce 1980, během 10 let bylo dodáno celkem 116 těchto maďarských vozů. Poslední z nich byl vyřazen v roce 2001.
Další typem autobusů se stala Karosa řady 700. První vozy typu Karosa B 731 byly dodány roku 1982, od roku 1986 byly již výhradně nakupovány vozy Karosa B 732 s manuální převodovkou. Poslední standardní vozy řady 700 byly zakoupeny v roce 1995, paradoxně šlo o jedinou dodávku autobusů B 731 od roku 1986. Standardní městské autobusy řady 700 (zakoupeno celkem 419 kusů) byly v provozu do roku 2015.
V druhé polovině 80. let DPMB zakoupil celkem 20 autobusů Karosa C 734, Karosa LC 735 a Karosa LC 736, které byly určeny především pro zájezdovou dopravu. Všechny vozy byly vyřazeny do poloviny 90. let, kdy byla zrušena i zájezdová doprava Dopravního podniku.
První české kloubové autobusy (pokud nepočítáme ojedinělé 4 kusy ŠM 16,5 z konce 60. let) se v Brně objevily roku 1993. Jednalo se o typ Karosa B 741 a do roku 1995 jich bylo zakoupeno 30 kusů. Poslední z nich byly vyřazeny v roce 2015.

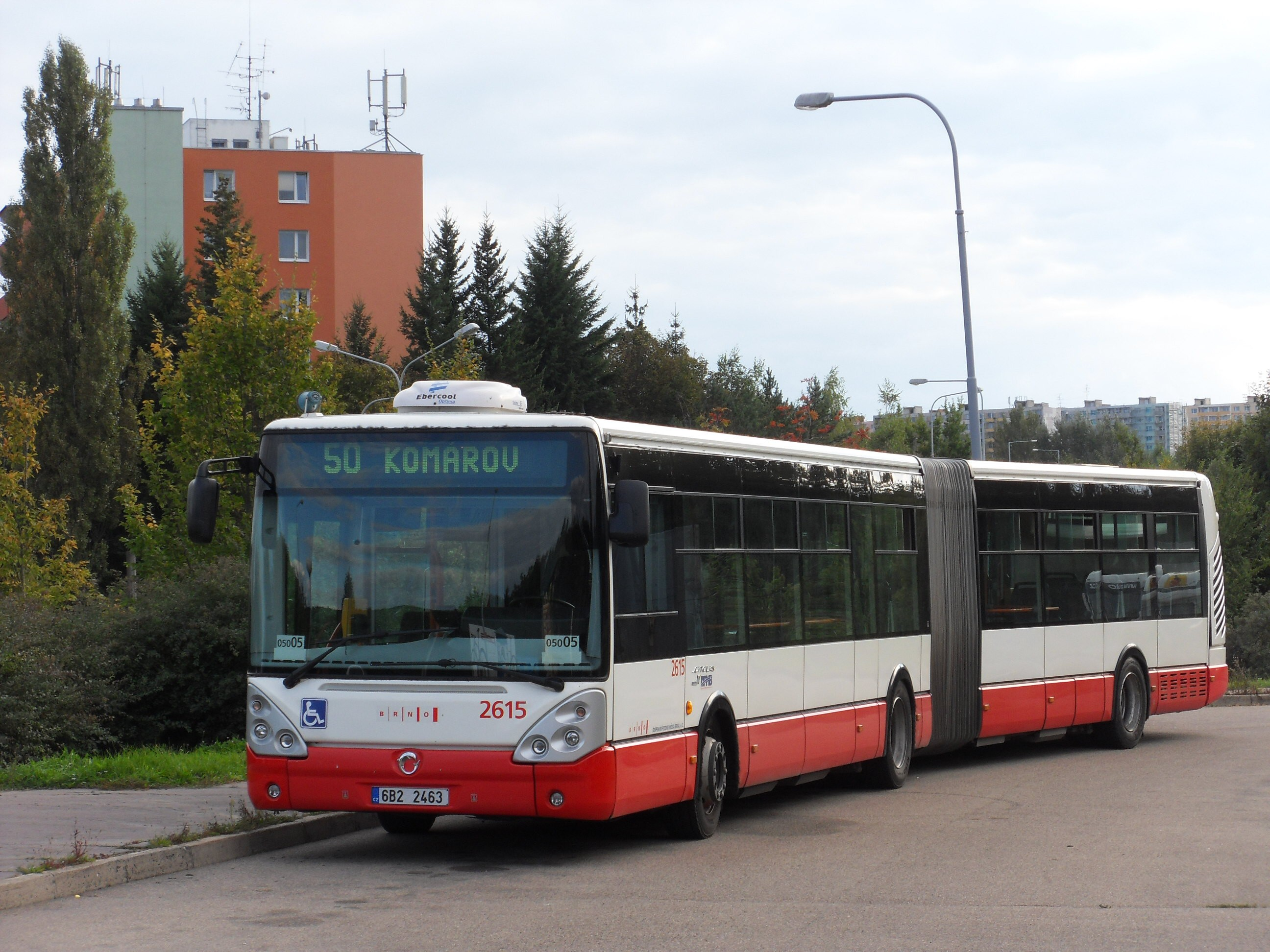
Kloubový nízkopodlažní autobus Irisbus Citelis 18M v Bystrci

Vozy řady 700 nahradila ve výrobě v polovině 90. let jejich modernizovaná verze označená jako řada 900. Do Brna byly dodány autobusy typů Karosa B 931 (1998–2001 56 vozů) a trošku odlišná Karosa B 951 (2005–2006 17 kusů). Kloubová verze byla označena jako Karosa B 941 (1998 – 2001 33 vozů), později byla mírně upravena a označena Karosa B 961 (2002 – 2006 26 vozů). Část autobusů řady 900 různých variant byla již vyřazena, zbytek je nadále v provozu.

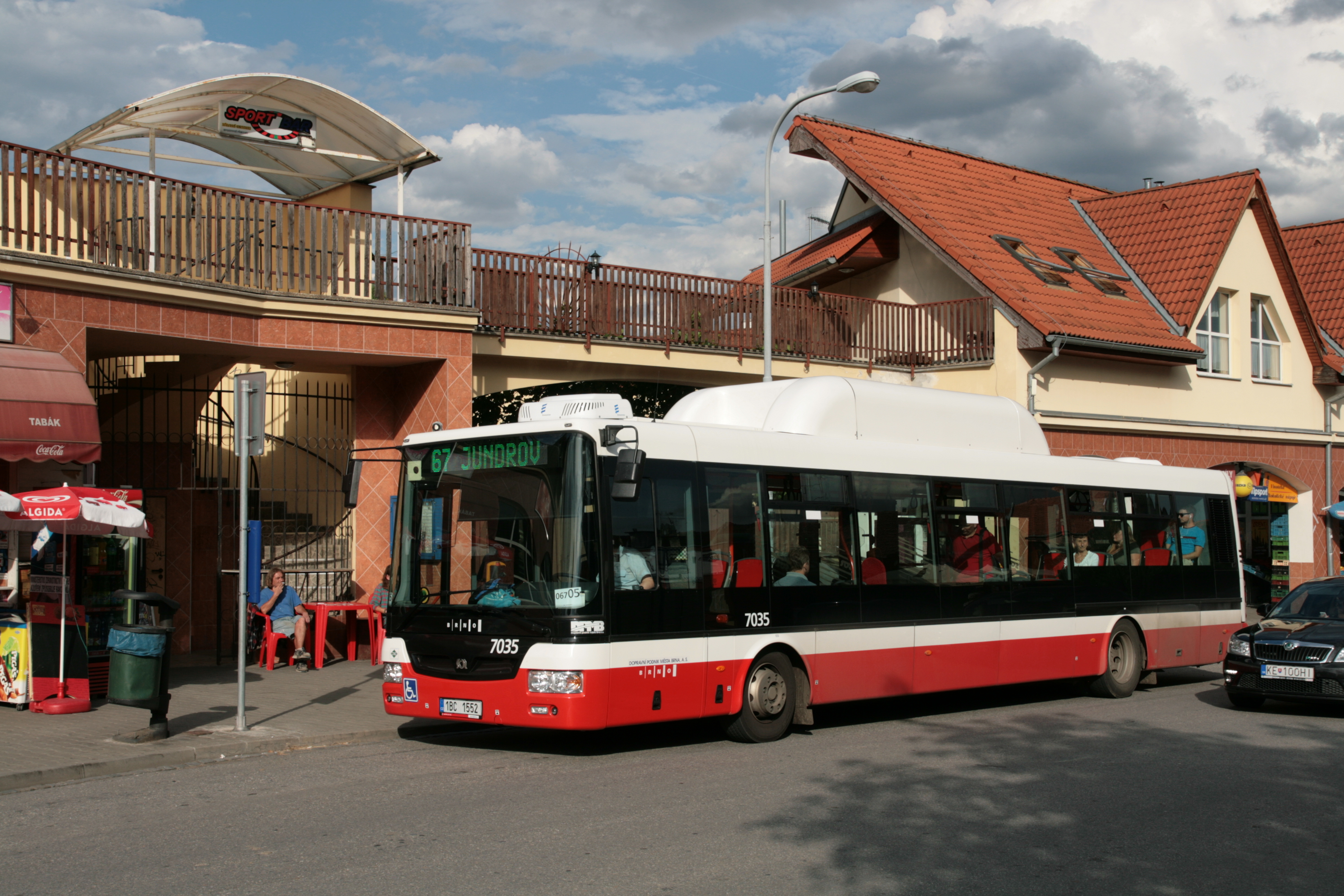
Autobus SOR NBG 12 na stlačený zemní plyn v Jundrově

Od roku 2002 jsou do Brna dodávány nízkopodlažní autobusy. Zpočátku se jednalo o vozy Irisbus Citybus 12M (2002–2005 30 kusů), které byly vyřazeny v roce 2015 po nákupu autobusů na zemní plyn (CNG). V letech 2006–2014 byl dodáván typ Irisbus Citelis 12M (47 vozů). V roce 2007 byly zakoupeny první kloubové nízkopodlažní autobusy Irisbus Citelis 18M, kterých do roku 2009 přišlo celkem 22 vozů. Všechny byly vyřazeny do roku 2019.
V září 2009 byl dodán první minibus Mave CiBus ENA. První z těchto vozů byl vyřazen v roce 2015. V průběhu srpna až října 2010 přišly do Brna low entry autobusy Irisbus Crossway LE. Minibusy SKD Stratos LF38 byly dodány na přelomu let 2013 a 2014, v květnu 2014 převzal DPMB první kloubové autobusy Solaris Urbino 18 (III. generace). Během roku 2014 DPMB rovněž zakoupil dvanáct autobusů na stlačený zemní plyn, z toho 6 vozů Irisbus Citelis 12M CNG a 6 vozů SOR NBG 12, k nimž v roce 2015 přibylo dalších 32 vozů SOR NBG 12 a 56 vozů Iveco Urbanway 12M CNG. V červnu 2016 zakoupil dopravní podnik jeden dálkový autobus Volvo 9700 (ev. č. 2901), který je určen pro zájezdovou dopravu. V říjnu 2017 byl dodán první vůz Iveco Urbanway 18M CNG. Celkem bylo do konce roku dodáno 23 vozů tohoto typu. V dubnu 2018 začala dodávka dalších vozů SOR NBG 12, které se od dříve dodaných vozů liší zejména klimatizací prostoru pro cestující. O měsíc později bylo dodáno dalších 11 vozů Iveco Urbanway 18M CNG, následovaly minibusy Dekstra. V roce 2019 využil DPMB jeden svůj autobus Iveco Urbanway 12M CNG k testování pohonu na biometan vzniklý při čištění odpadních vod (namísto běžného CNG). Zkoušky dopadly dle podniku dobře, takže dopravce plánuje najít stabilní zdroj tohoto plynu a tankovat jej do svých autobusů. V dubnu 2019 bylo dodáno 15 vozů Iveco Urbanway 12M v dieselové verzi. O dva měsíce později bylo dodáno 5 vozů Iveco Crossway LE LINE 12M rovněž s dieselovým pohonem. Počátkem července 2020 byl dodán první z 33kusové dodávky dieselových autobusů Solaris Urbino 18 IV. generace (New Urbino). V polovině srpna 2020 byly zahájeny dodávky vozů SOR NS 12. Koncem června 2021 dojezdily v ulicích Brna vozy Karosa B 931, poslední vůz tohoto typu byl naposledy vypraven v červenci 2021. V listopadu stejného roku dojezdil i poslední dieselový Citelis 12M. V průběhu roku 2021 začalo i odstavování a následné vyřazování minibusů SKD Stratos LF38. Poslední vůz byl odstaven z provozu v prosinci 2022. V březnu 2023 dojezdily poslední vysokopodlažní autobusy, kloubové vozy Karosa B 961. Rozlučková akce s nimi proběhla na zvláštních linkách dne 18. června 2023, nicméně o několik dní později byly oba zbývající autobusy ještě vypraveny na výlukovou linku.
K 31. prosinci 2024 měl Dopravní podnik města Brna 321 autobusů určených pro osobní dopravu a dalších šest historických a retro autobusů. Jako služební jsou využívány po jednom autobusu Karosa B 732 a Irisbus Crossway LE 12 M, které jsou upraveny pro účely autoškoly, a po jednom kusu Irisbus Crossway 12M a Irisbus Evadys H 12M, jež jsou využívány jak pro autoškolu, tak pro zájezdy. K dispozici jsou i dálkové a zájezdové autokary Volvo 9700, a Iveco Magelys PRO 12,8M a zájezdový minibus Iveco Daily Tourys+. V běžném osobním městském provozu jsou následující typy autobusů:
| Snímek | Typ                 | Modifikace a podtypy                                                                    | Dodávky v letech (celkové dodávky) | Počet (k 6. 2. 2025) |
| ------ | ------------------- | --------------------------------------------------------------------------------------- | ---------------------------------- | -------------------- |
|        | Irisbus Citelis 12M | Irisbus Citelis 12M CNG                                                                 | 2014 (2006–2014)                   | 5                    |
|        | Irisbus Crossway LE | Irisbus Crossway LE 12M                                                                 | 2010 (2010)                        | 10                   |
|        | Solaris Urbino 18   | Solaris Urbino 18 III, Solaris Urbino 18 IV                                             | 2014–2021 (2014–2021)              | 58                   |
|        | SOR NB 12           | SOR NBG 12                                                                              | 2014–2018 (2014–2018)              | 50                   |
|        | Iveco Urbanway 12M  | Iveco Urbanway 12M, Iveco Urbanway 12M CNG                                              | 2015–2019 (2015–2019)              | 70                   |
|        | Iveco Urbanway 18M  | Iveco Urbanway 18M CNG                                                                  | 2017–2018 (2017–2018)              | 44                   |
|        | Dekstra             | Dekstra LF 38                                                                           | 2018 (2018)                        | 9                    |
|        | Iveco Crossway LE   | Iveco Crossway LE LINE 12M, Iveco Crossway LE CITY 12M NP, Iveco Crossway LE CITY 14,5M | 2019–2021 (2019–2021)              | 8                    |
|        | SOR NS 12           | SOR NS 12                                                                               | 2020–2022 (2020–2022)              | 50                   |
|        | Isuzu NovoCiti Life | Isuzu NovoCiti Life Class I.                                                            | 2024 (2024)                        | 1                    |
|        | SOR ICN 9,5         | SOR ICN 9,5                                                                             | 2024 (2024)                        | 10                   |

### Autobusové vleky

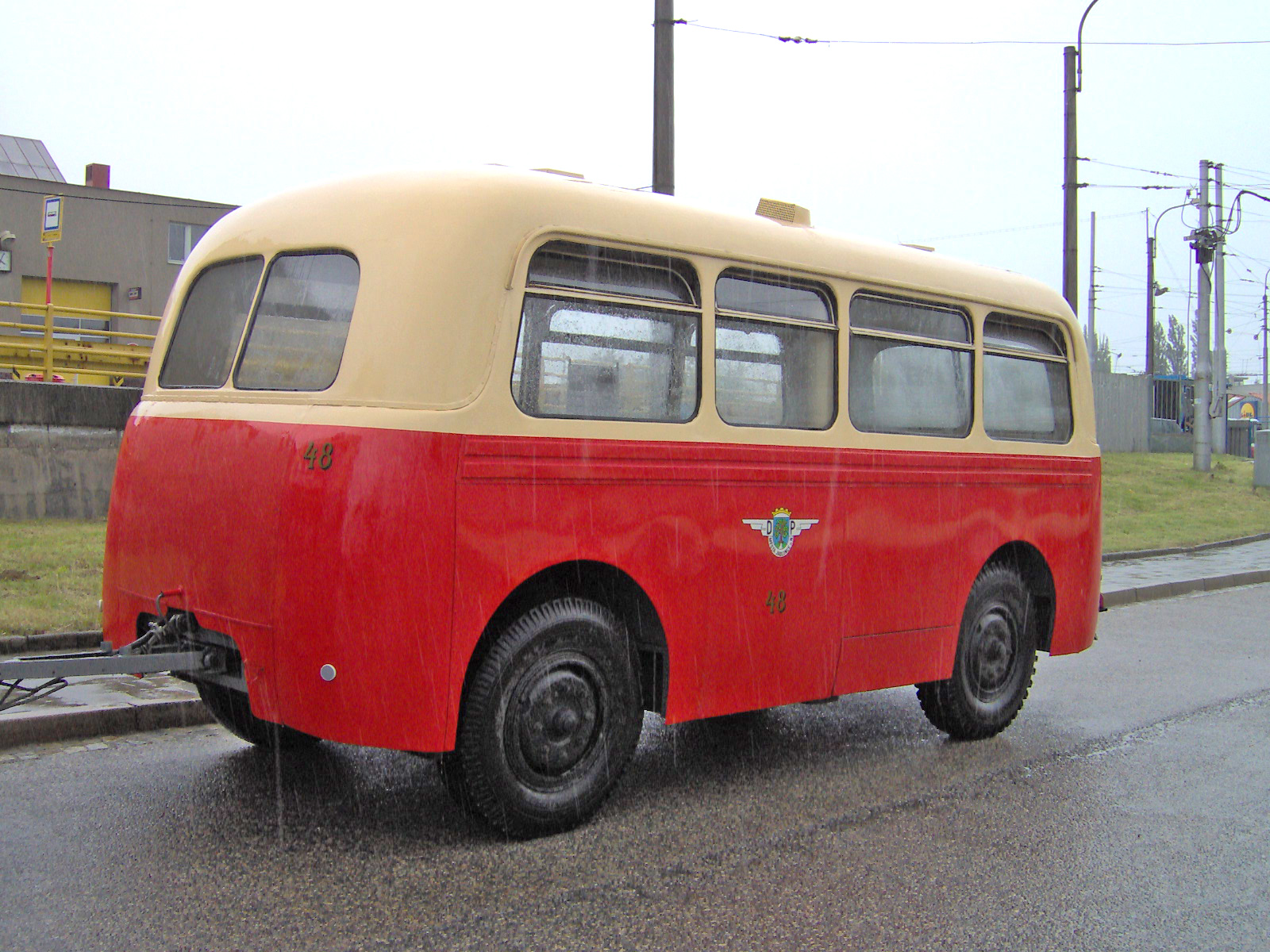
Historický autobusový vlek Karosa B 40 ve vozovně Slatina

V roce 1942 byly do Brna, jako prvního města na území tehdejšího Protektorátu, dodány autobusové vleky, jejichž účelem bylo zvýšení kapacity jednotlivých spojů při zachování (či prodloužení) intervalů mezi nimi. Jednalo se o tři vozy vysokomýtského podniku Sodomka, konkrétně to byl typ Sodomka RPA. Následujícího roku je do Brna následovalo 5 vozů Sodomka PRK 6. Roku 1945 byly zařazeny 3 kořistní vlečné vozy německé výroby, které byly nalezeny po ústupu německých vojsk. Poslední dodávky autobusových vleků následovaly v letech 1951 (dva vozy Karosa D 4) a 1953 (2 kusy Karosa B 40). Celkem tak v Brně jezdilo 14 autobusových vlečných vozů, poslední z nich byly vyřazeny zřejmě v 60. letech.

### Historické autobusy

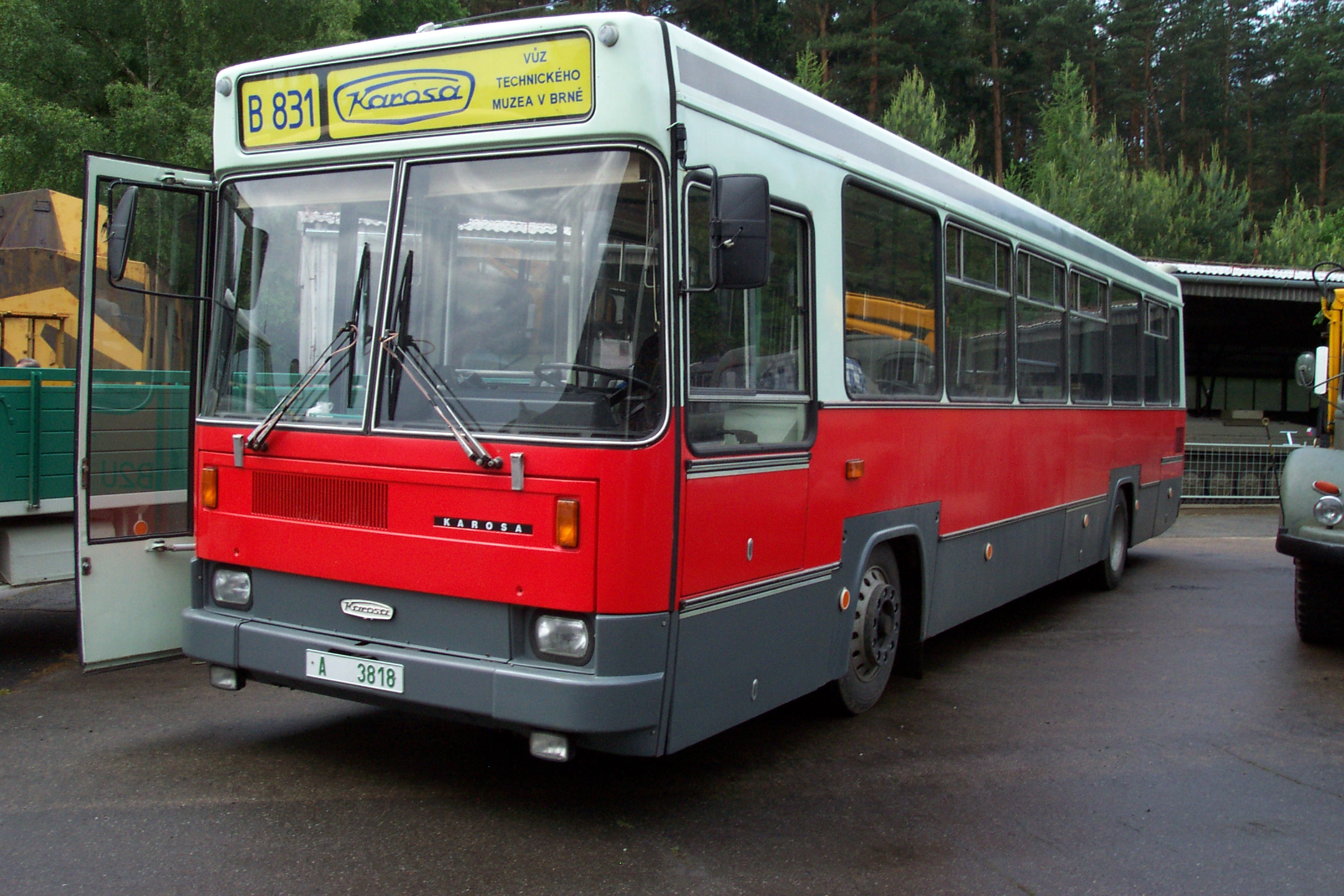
Prototyp autobusu Karosa B 831

Většina historických autobusů je majetkem Technického muzea (TMB), které je garážuje ve svém areálu v Řečkovicích (bývalá kasárna). Při různých akcích (Brno – město uprostřed Evropy, Muzejní noc a další) jezdí s cestujícími na speciálních linkách. Z brněnských vozů jsou zachovány autobusy Škoda 706 RTO (č. 202), Karosa ŠM 11 (č. 2834), Karosa B 732 (č. 7216), Ikarus 280 (č. 2090), Karosa B 931 (č. 7425), Irisbus Citybus 12M (č. 7630) a také vůz Škoda 21Ab, který byl v Brně pod č. 7451 krátce zkoušen.
V roce 2015 DPMB odstavil z provozu jeden ze svých posledních autobusů Karosa B 732 č. 7273 a přeřadil jej do stavu historických vozidel. Stal se tak prvním autobusovým veteránem brněnského Dopravního podniku. Později byl ze stejného důvodu odstaven také kloubový vůz Karosa B 741 č. 2315 a vůz standardní délky Karosa B 951 č. 7486 z roku 2006 (poslední provozní svého typu v Brně). V roce 2020 zakoupil dopravní podnik od společnosti Zliner dva autobusy, Škodu 706 RTO a Karosu ŠM 11, pro svoji sbírku retro vozidel.
| Snímek | Typ                   | Ev. č. | Rok výroby | Historický od | Galerie                                          | Poznámky |
| ------ | --------------------- | ------ | ---------- | ------------- | ------------------------------------------------ | --- |
|        | Škoda 706 RTO CAR     | 2253   | 196x       | 2020          |                                                  | Karoserie vyrobena nejspíše v podniku SVA Holýšov. Vystřídal několik provozovatelů, včetně JZD Mír Neveklov, během provozu byl upraven na přepravník koní. Odkoupen společností Zliner a v roce 2020 upraven ve Zlineru do podoby brněnského vozu č. 2253 (rovněž výroba v SVA Holýšov) a prodán DPMB do sbírky retro vozidel. |
|        | Karosa ŠM 11.1630 MOC | 2740   | 1979       | 2021          | Kategorie „Bus 2740 (Brno)“ na Wikimedia Commons | Původně typ ŠL 11. V roce 2020 odkoupen DPMB. Ve Zlineru provedena rekonstrukce z typu ŠL 11 do stavu odpovídajícímu brněnskému vozu 2740 podtypu ŠM 11.1630 MOC, který byl vyřazen v roce 1985. |
|        | Karosa B 732.40       | 7273   | 1989       | 2015          | Kategorie „Bus 7273 (Brno)“ na Wikimedia Commons | Z pravidelného provozu odstaven v červnu 2015. V letech 2016–2019 renovace do původního stavu. |
|        | Karosa B 741.1924     | 2315   | 1995       | 2015          | Kategorie „Bus 2315 (Brno)“ na Wikimedia Commons | Z pravidelného provozu odstaven v srpnu 2015, v roce 2019 proběhla částečná oprava, vůz je v posledním provozním stavu. |
|        | Karosa B 951E.1713    | 7486   | 2006       | 2017          | Kategorie „Bus 7486 (Brno)“ na Wikimedia Commons | Z pravidelného provozu odstaven v dubnu 2017, následující oprava dokončena v roce 2019, poté zařazen do sbírky retro vozidel. |

## Garáže
Městské autobusy využívaly v Brně celkem troje garáže. V současnosti jim slouží garáže dvoje (označované jako vozovny).
- Garáže Grmelova (1930–1976, poté do roku 2000 autobusové opravny)
- Vozovna Pisárky (1964, nešlo o autobusové garáže, vozy zde byly provizorně odstaveny do doby, než byla zprovozněna autobusová část medlánecké vozovny)
- Vozovna Medlánky (od 1964, do roku 1996 fungovala jako vozovna Královo Pole)
- Vozovna Slatina (od 1976)